# Мочарник
Моча́рник (Certhiaxis) — рід горобцеподібних птахів родини горнерових (Furnariidae). Представники цього роду мешкають в Південній Америці.

## Види
Виділяють два види:
- Мочарник жовтогорлий (Certhiaxis cinnamomeus)
- Мочарник річковий (Certhiaxis mustelinus)

## Етимологія
Наукова назва роду Certhiaxis походить від сполучення наукових назв родів Підкоришник (Certhia Linnaeus, 1758) і Пію (Synallaxis Vieillot, 1818).